# Smarten & Kleeden
Trensen, Smarten (Schmarten), Marlen und Kleeden (Kleiden)  sind die seemännischen Bezeichnungen, welche für den Arbeitsablauf zum Schutz der Taue oder Drahtseile verwendet werden.

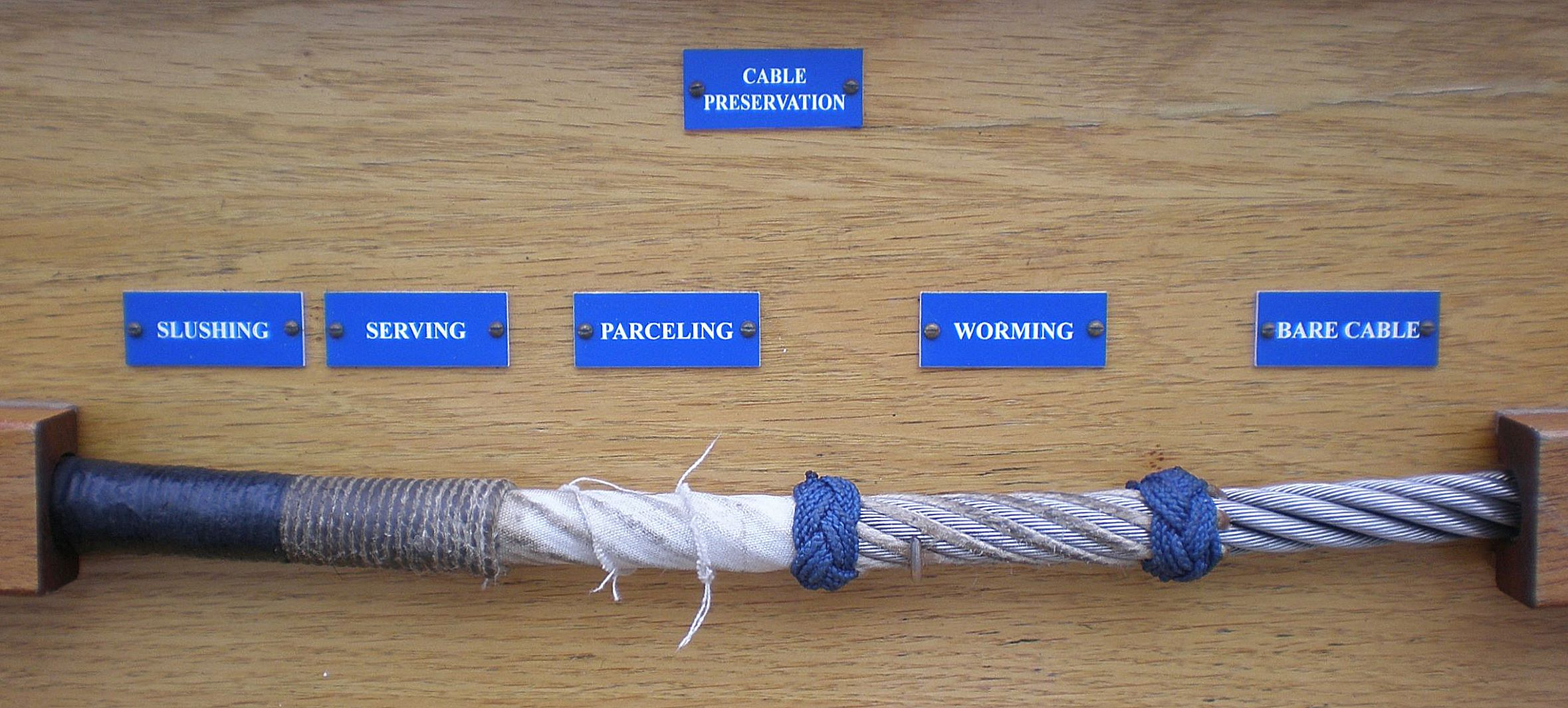
Verschiedene Phasen des Kleedens auf einem Drahttau von rechts nach links: Blankes Kabel (Bare Cabel), Trensen (Worming), Smarten (Parcelling) und Marlen, Kleeden (Serving) und Teeren (Slushing).
Die blauen Türkenbunde dienen als optische Abgrenzung des Trensens vom Schmarten und sind nicht Bestandteil der Kleedung.

In der Seefahrt wird Tauwerk, überwiegend Stehendes Gut, wie Wanten  zum Schutz vor Abrieb (Schamfilung), Rott (Naturfaser) oder Korrosion (Drahttauwerk) mit Hüsing bzw. Schiemannsgarn gekleedet („umkleidet“).

## Trensen
Im ersten Arbeitsgang werden die Keepen, also die „Rillen“ im geteerten Tau, mit Schiemannsgarn, Bändsel oder Leine je nach Größe der Keepen ausgefüllt, um eine gleichmäßig glatte Oberfläche zu erhalten. Dieser Arbeitsschritt wird „Trensen“ genannt. Abschließend wird erneut geteert.

## Smarten
Über die Trensung erfolgt die „Schmartung“, eine spiralförmige Wicklung aus schmaler, teergetränkter Segeltuchleinwand. Gesmartet wird halbüberlappend von unten nach oben um ablaufendes Wasser am Eindringen zu hindern. Vielfach wurde die Schmartung bei Drahttauwerk zusätzlich mit einem Schutzanstrich aus Bleimennige überstrichen.

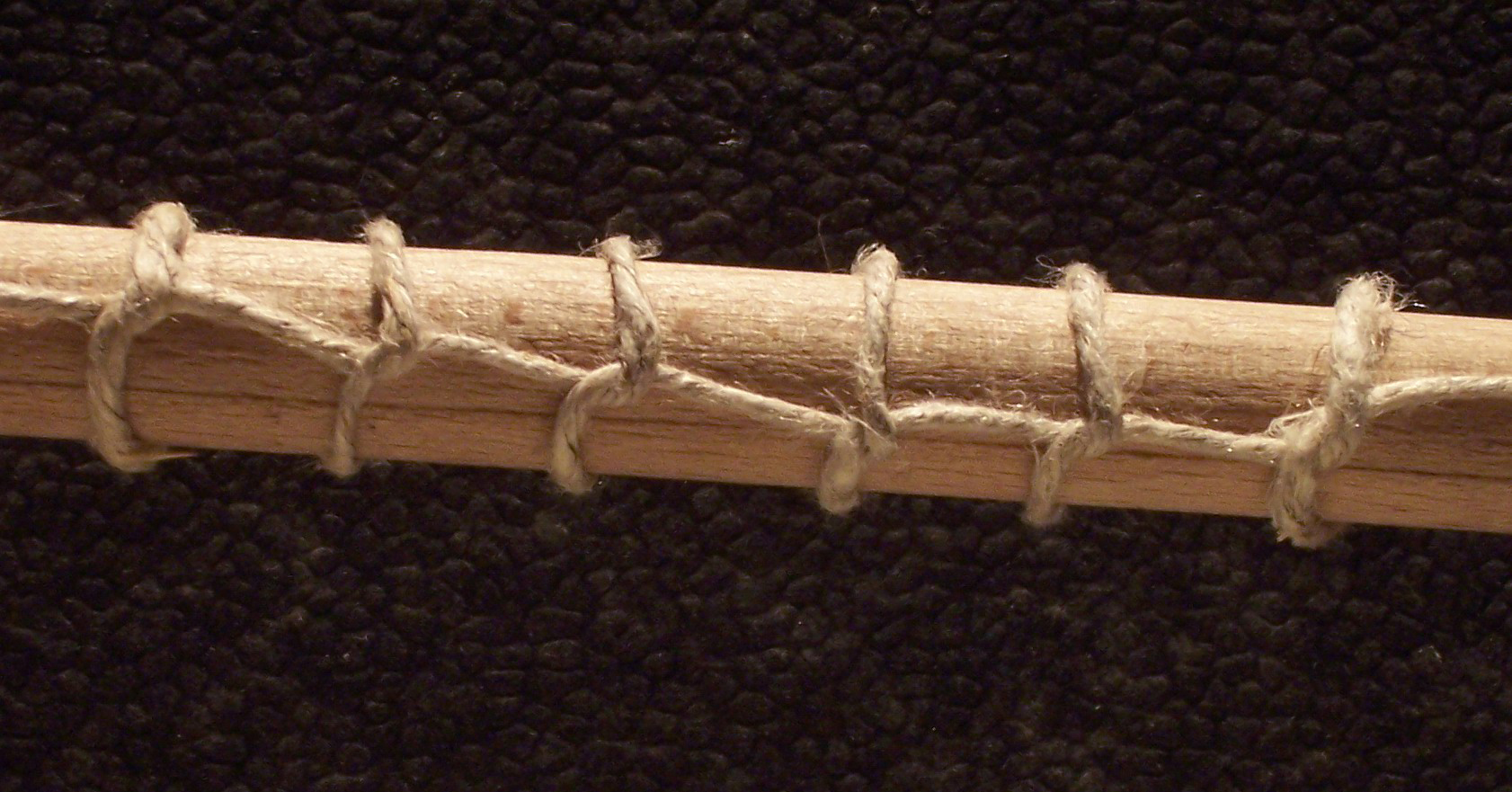
„Marlen“ mit dem Marlschlag

## Marlen
Im Falle, dass das Tauwerk ohne Kleedung verbleiben soll wird die Smartung mit dünnem Bändsel und Marlschlag-Bindung fixiert. Bezeichnet wird diese Arbeit als „Marlen“.

## Kleeden
Über die Schmartung wird dann das „Kleed“ gewunden. Am Anfang der Kleedung wird das geteerte Schiemannsgarn sich selbst beklemmend unter die ersten drei, vier nachfolgenden Wicklungen gelegt. Reicht das Garn für die ganze Kleedung nicht aus, wird das Ende ebenfalls beklemmend durch den Neubeginn eingebunden oder ein neues Garn an das alte angespleißt. Bei gespleißten Augen wird vom Auge aus begonnen.

Trensung und Schmartung folgen stets dem „Schlag“ des Tauwerks, die Kleedung entgegen.

„Trens' und schmarte wie gedreht, anders 'rum geht es beim Kleed“

Bei stärkerem Tauwerk wird dazu die Kleedkeule verwendet, um ein strammes und dichtes Umwickeln gewährleisten zu können.

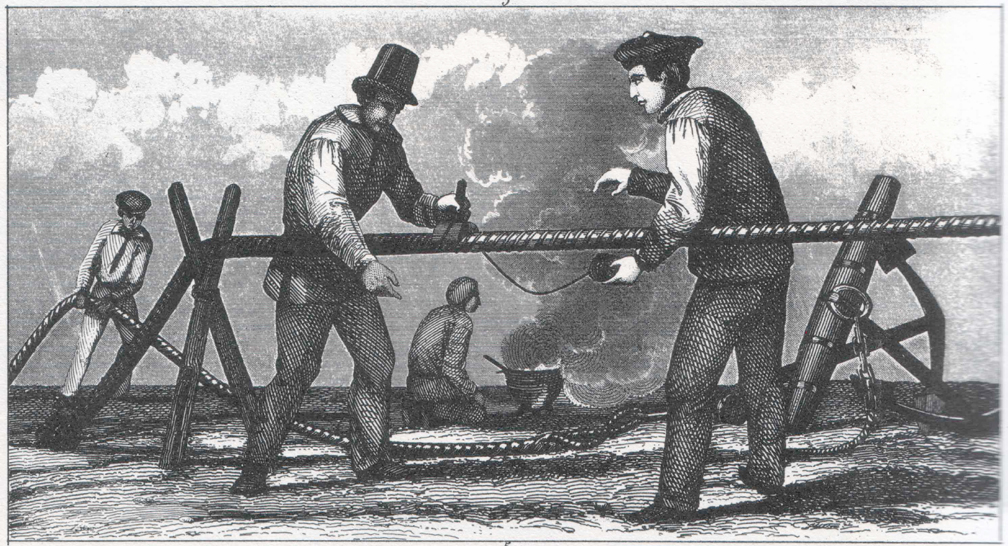
Historisches Bild vom Kleeden mit einer Kleedkeule
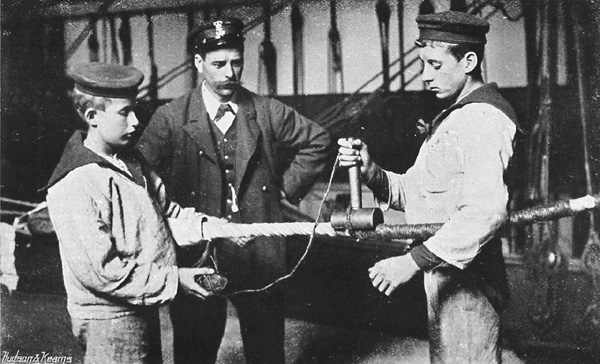
Kleedkeule in der Anwendung. Der zweite Mann hilft beim Kleeden mit der „Hüsingpuppe“ (Abwickeln der Garnspule)
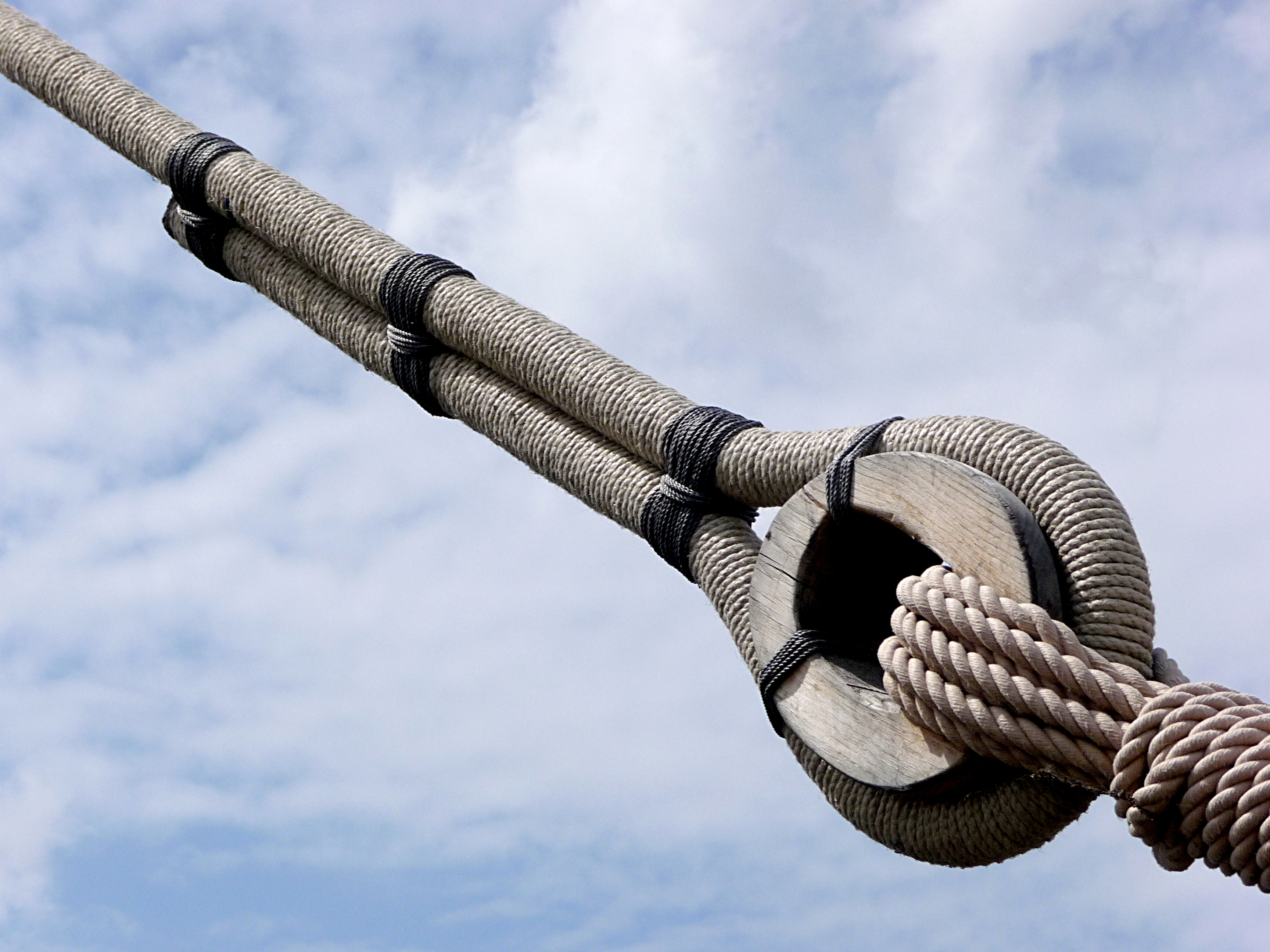
Gekleedetes und beigebändseltes, nicht gespleißtes Auge Das Auge ist gesichert mit drei Augbändselungen.
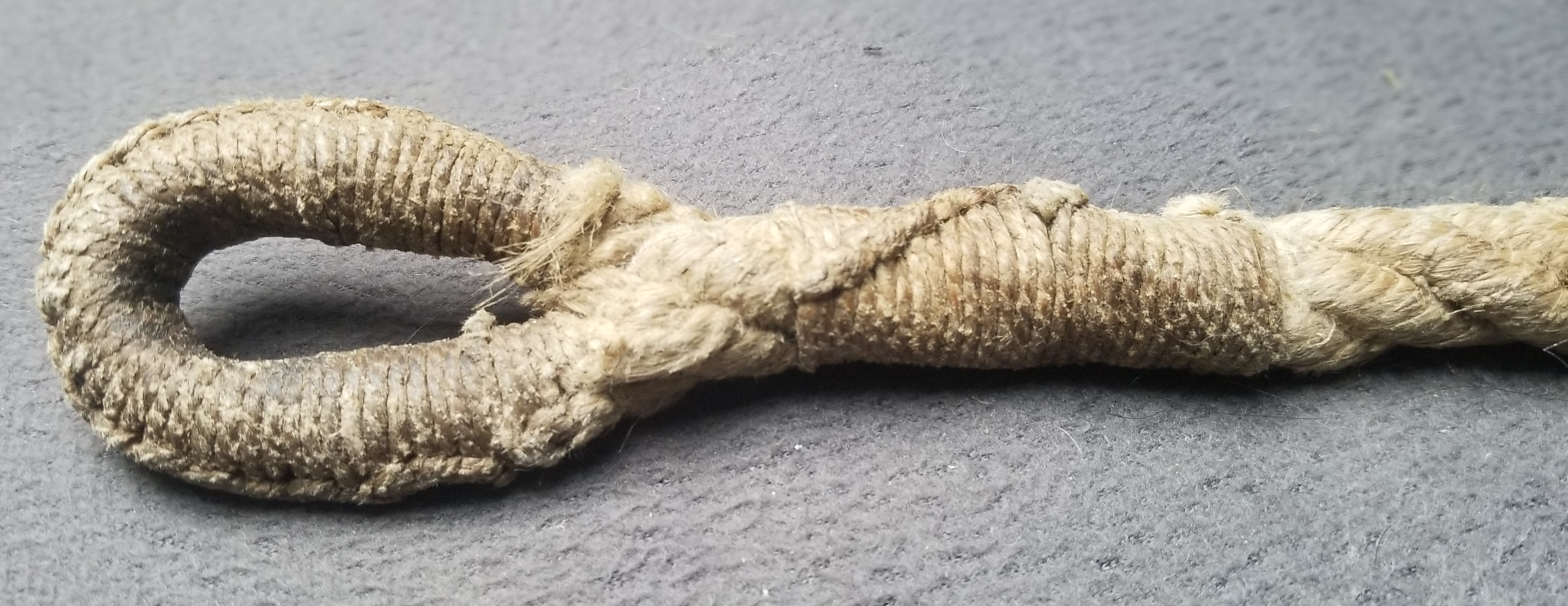
Ringbolzenknotung[9] als „Schamfilschutz“ des Auges (links), auch Ringbolzenüberzug oder Schweinsrücken genannt. Und Französischer Takling (Bildmitte)
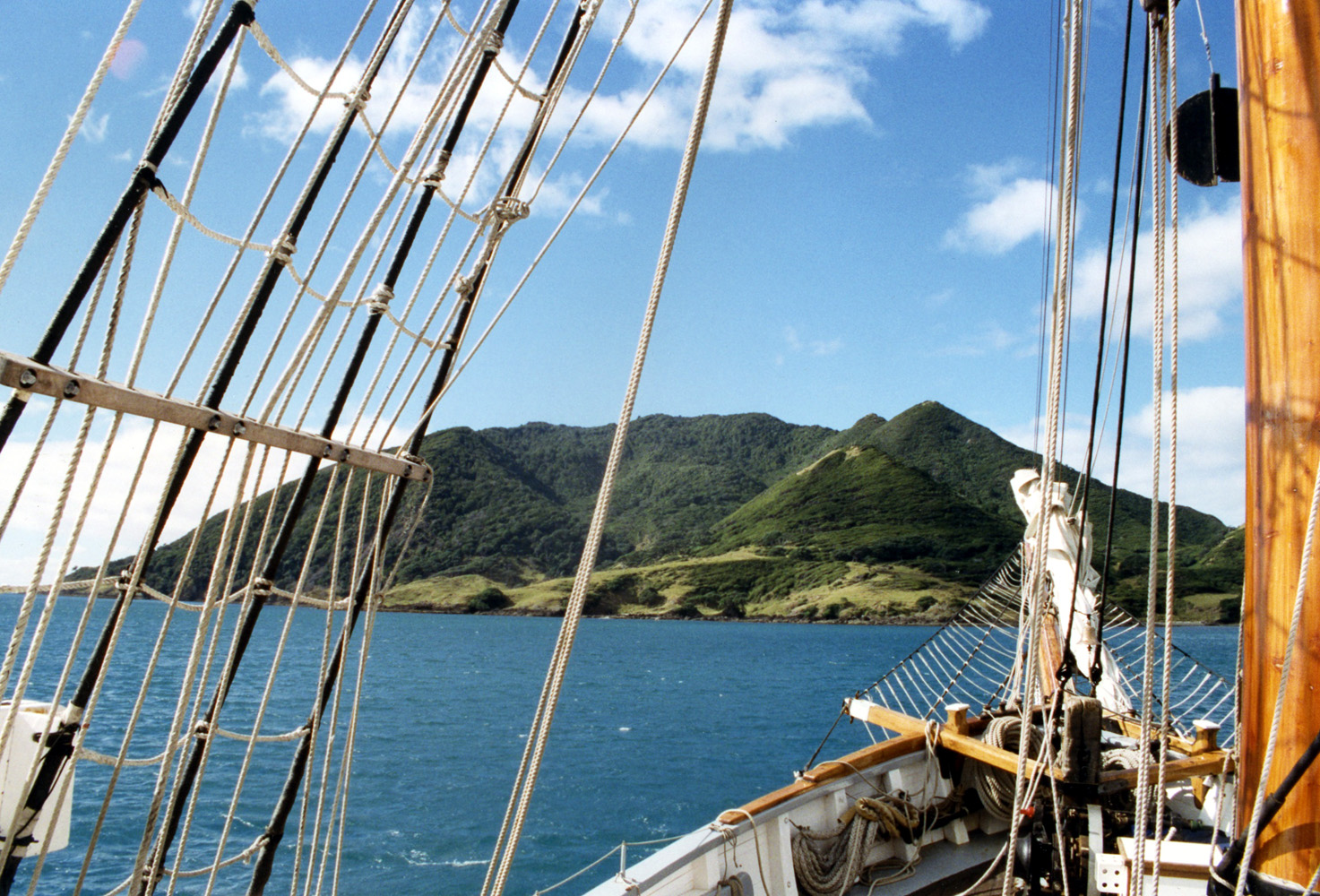
Gekleedete Wanten (links)

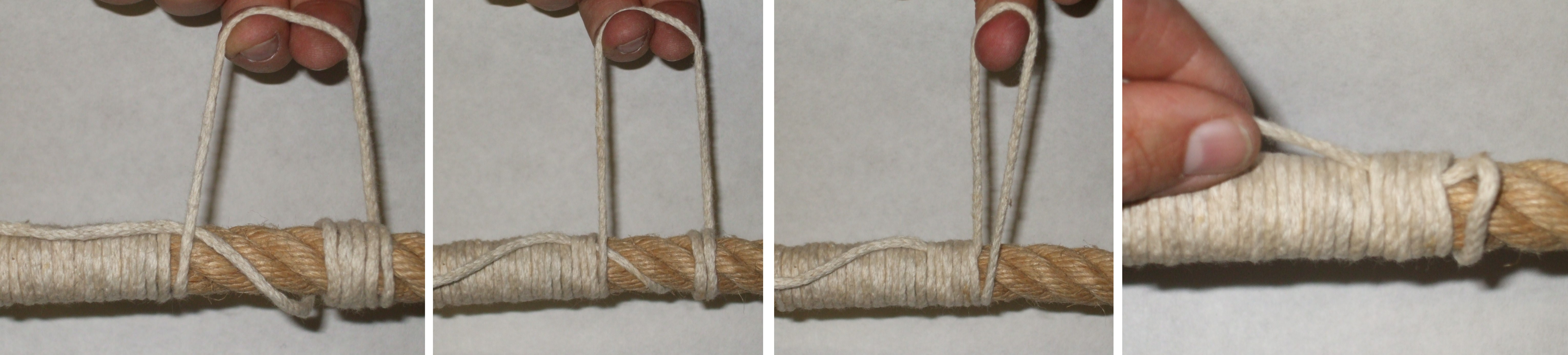
Beenden der Kleedung, versorgen des Garnendes

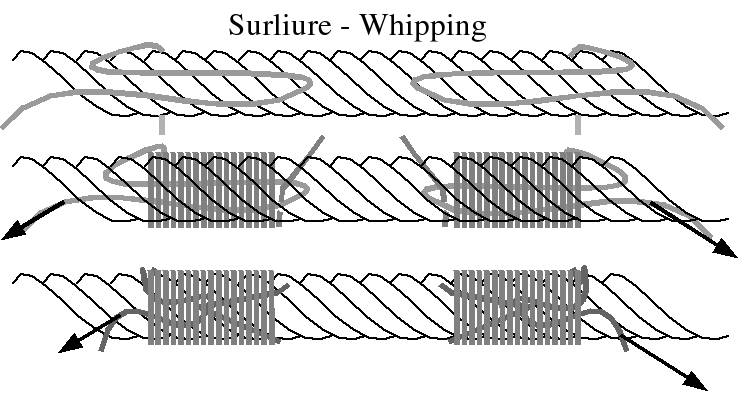
Alternativer Abschluss, nach Art eines Taklings ABoK #3342 – #3343

Den Schlussablauf einer Kleedung zeigt das nebenstehende Bild: Zum Kleedungsende bildet man eine Bucht und wickelt (im doppelten Abstand der noch zu wickelnden, letzten Windungen) im gleichen Drehsinn durch die Bucht zurück. Das Schiemannsgarn-Ende wird über die fertigen Wicklungen gelegt. Anschließend werden mit der Bucht unter ständigem Zug die restlichen Wicklungen über das Ende gewickelt. Letztendlich wird die Bucht dichtgeholt und überschüssiges Garn knapp bei den Wicklungen abgeschnitten, damit das Ende „unsichtbar“ bleibt.

Eine perfekt stramm gewickelte Kleedung kann an dem teilweise austretenden Wurzelteer erkannt werden.

Abschließend wird wiederum geteert.

## Siehe auch

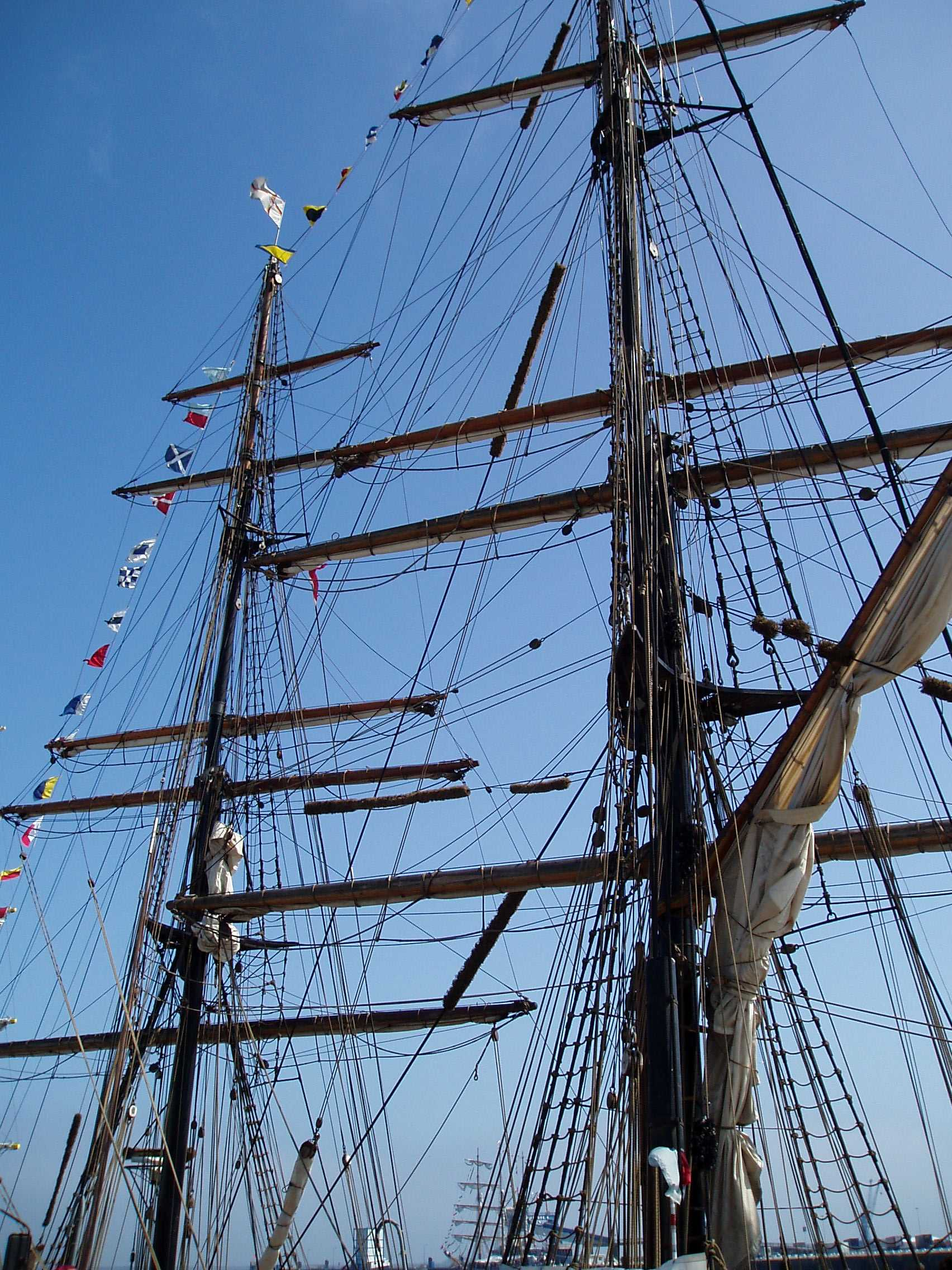
Tausendfüßler (Tausendbein) zum Schutz der Segel gegen Schamfilen an den Stagen